# Skallsjö
Skallsjö is een plaats in de gemeente Lerum in het landschap Västergötland en de provincie Västra Götalands län in Zweden. De plaats heeft 63 inwoners (2005) en een oppervlakte van 12 hectare.

## Geboren
- Anna Bjerger (1979), kunstenares